# Aspicilia guadalupensis
Aspicilia guadalupensis är en lavart som beskrevs av Owe-Larss. & A. Nordin. Aspicilia guadalupensis ingår i släktet Aspicilia och familjen Megasporaceae.   Inga underarter finns listade i Catalogue of Life.